# Kap Hammersly
Kap Hammersly ist ein eisbedecktes Kap an der Budd-Küste des ostantarktischen Wilkesland. Es liegt auf halbem Weg zwischen den Mündungen des Wiliamson- und des Totten-Gletschers in den Südlichen Ozean.
Die erste Kartierung im Jahr 1955 nahm der US-amerikanische Kartograf Gardner Dean Blodgett anhand von Luftaufnahmen der Operation Highjump (1946–1947) vor. Das Advisory Committee on Antarctic Names benannte das Kap nach George W. Hammersly (1820–unbekannt), Midshipman an Bord der Sloop USS Vincennes, Flaggschiff der United States Exploring Expedition (1838–1842) unter der Leitung des US-amerikanischen Polarforschers Charles Wilkes.